# You Are (Variations)
You Are (Variations) est une œuvre de musique contemporaine de Steve Reich composée pour six voix et un large ensemble concertant en 2004.

## Historique
You Are (Variations) est une commande du Los Angeles Master Chorale, du Lincoln Center et de l'Ensemble Modern. La première de l'œuvre fut donnée le 24 octobre 2004 au Walt Disney Concert Hall de Los Angeles par le Los Angeles Master Chorale dirigé par Grant Gershon.
En 2005, You Are (Variations) est finaliste du Prix Pulitzer de musique.

## Structure
L'œuvre est constituée de quatre mouvements joués de façon continue :
1. You Are Wherever Your Thoughts Are ~13 min 15 s
2. Shiviti Hashem L'Negdi (I Place the Eternal Before Me) ~4 min 15 s
3. Explanations Come To a End Somewhere ~ 5 min 30 s
4. Ehmor M'Aht, V'Ahsay Harbay (Say Little and Do Much)~ 4 min

You Are est écrit pour voix, trois sopranes, une alto, deux ténors et un ensemble constitué de deux flûtes, un hautbois, un cor anglais, trois clarinettes, quatre pianos, deux marimbas, deux vibraphones, et des cordes. Les textes sont issus d'écrits religieux juifs (talmud, psaumes, textes du rabbin Nahman de Bratslav) et du philosophe allemand Ludwig Wittgenstein pour le troisième mouvement. Une fois énoncés, ils seront repris selon de nombreuses et différentes variations.
L'exécution de You Are (Variations) dure environ 27 minutes.

## Discographie
- You Are (Variations), par le Los Angeles Master Chorale dirigé par Grant Gershon, Nonesuch Records, 2005.